# Anna Nowak

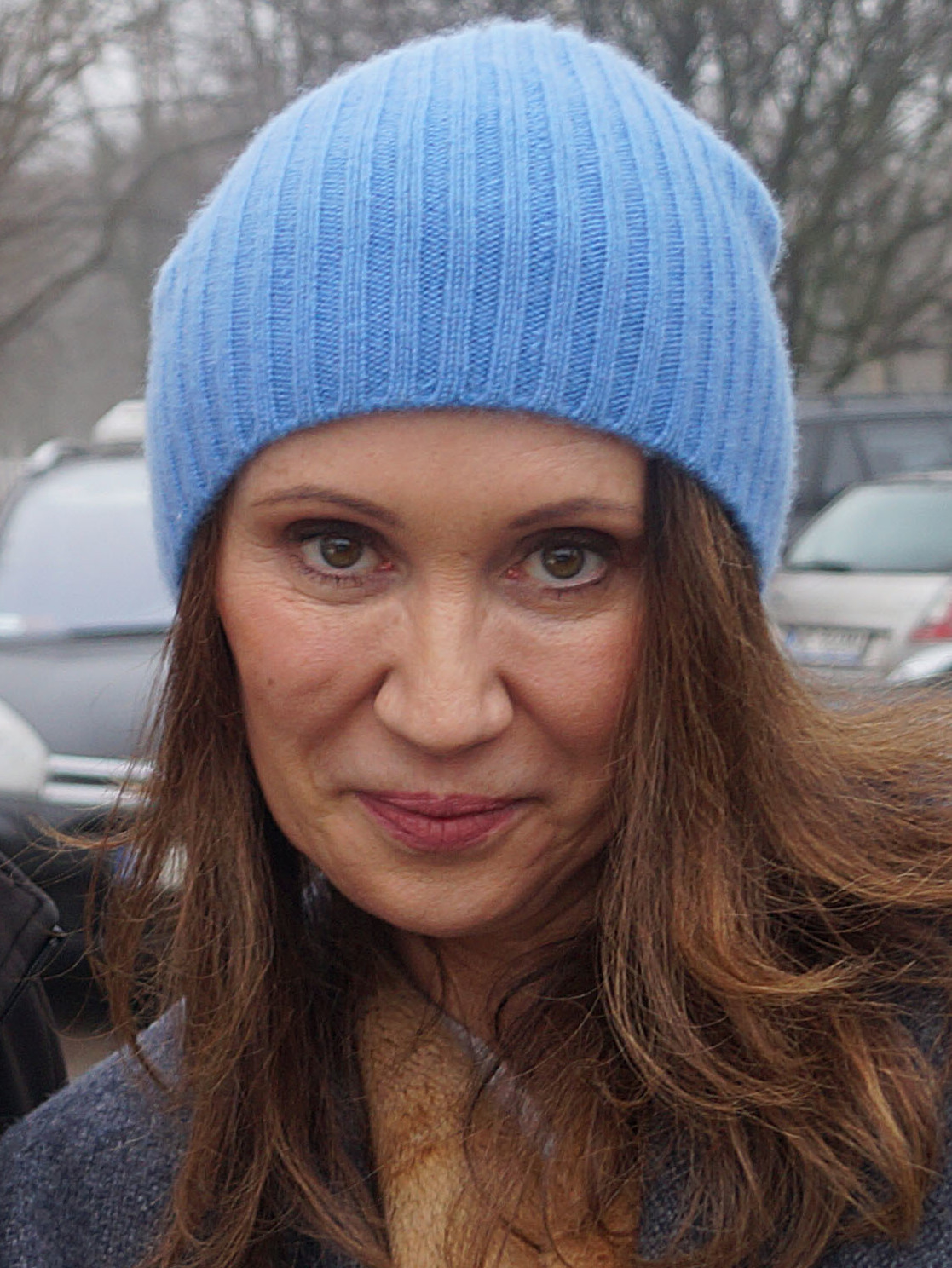
Anna Nowak (2017)

Anna Maria Nowak-Ibisz (* 10. Oktober 1966 in Warschau, Polen als Anna Maria Nowak) ist eine polnische Schauspielerin, die in Deutschland durch ihre Rolle als Urszula Winicki in der deutschen Fernsehserie Lindenstraße bekannt wurde.

## Leben
Von 1985 bis 1989 absolvierte Anna Nowak eine Schauspielausbildung an der „Staatlichen Film-, Fernseh- und Theaterhochschule“ in Łódź. Während der Ausbildung erhielt sie bereits nach zwei Jahren eine Auszeichnung als beste Darstellerin im Stück „Hochzeit“ von Stanisław Wyspiański als Marysia am Studyjny-Theater in Lodz. Danach hatte sie diverse Theaterengagements in Lodz, Warschau und Wien. Von Folge 249, die am 9. September 1990 ausgestrahlt wurde, bis zur Folge 1218 war Nowak in der Fernsehserie Lindenstraße als Urszula Winicki zu sehen.
1998 posierte Nowak für den deutschen Playboy. 2005 heiratete Anna Nowak den polnischen TV-Moderator Krzysztof Ibisz, im Februar des Folgejahres wurde sie Mutter eines Sohnes. 2009 trennte sie sich von Ibisz.

## Theater (Auswahl)
- „Rachela“ in „Hochzeit“ von Stanisław Wyspiański (Regie: B. Hussakowski) am Jaracza-Theater in Lodz
- „Duda-Tyzbe“ in „Ein Sommernachtstraum“ von Shakespeare (Regie: H. Rozen); Rolle im Rahmen des Abschluss-Diploms am Studyjny-Theater in Lodz
- „Mutter“ in „Sechs Personen suchen einen Autor“ von Luigi Pirandello (Regie: J. Zdrojewski); Rolle im Rahmen des Abschluss-Diploms am Studyjny-Theater in Lodz
- „Masza“ in „Mewa“ von Anton Pawlowitsch Tschechow (Regie: J. Grzegorzewski) am Studio-Theater in Warschau
- „Penthesilea“ in „Kassandra“ von Christa Wolf (Regie: K. Bukowski) am Studio-Theater in Warschau und Mainz
- „Felice“ in „Die Falle“ von Tadeusz Różewicz (Regie: J. Grzegorzewski) am Volkstheater in Wien (in deutscher Sprache); Aufzeichnung für den ORF

## Fernsehen

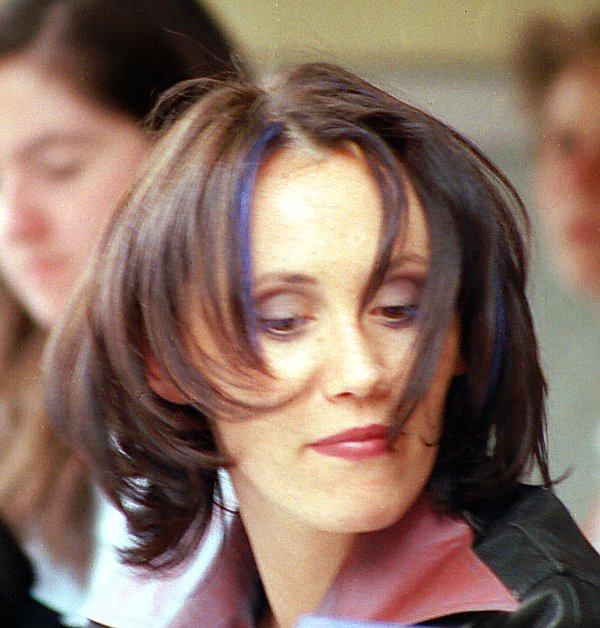
Anna Nowak (1997)

- 1988: Marysia in „Hochzeit“ von S. Wyspianski (Regie: A. Hanuszkiewicz)
- 1989: Papagei in „38 Papageien“ von Grigorij Ositor (Regie: T. Lengren)
- 1990–2009: in der Lindenstraße als „Urszula Winicki“
- 1996: Journalistin in „Ekstradycja 2“, Regie: W. Wojcik
- 1997: Journalistin in „Ekstradycja 3“, Regie: W. Wojcik
- 2002: Journalistin in „M jak miłość“ (sinngemäß: „L wie Liebe“)

## Filmografie
- 1995: Gracze – Die Spieler (Gracze) Regie: Ryszard Bugajski
- 1997: Die Hochzeiten werden im Himmel erfüllt (Żona przychodzi nocą), Regie: Aleksander Czernych
- 1997: Taek Wondo, Regie: Moon Seung Wook
- 1999: Jakob der Lügner (Jakob the Liar), Regie: Peter Kassovitz
- 1998: Gunblast Vodka – Der unheimliche Killer (Gunblast Vodka), Regie: Jean-Louis Daniel
- 1999: Krugerandy, Regie: Wojciech Nowak
- 2004: Camera Cafe
- 2010: Klub szalonych Dziewic
- 2012: Prawo Agaty
- 2016: Druga Szansa
- 2019: Mayday